# وست جفرسن (آلاباما)
وست جفرسن (به انگلیسی: West Jefferson) شهرکی در شهرستان جفرسون ایالت آلاباما است که مساحت آن ۲٫۴ کیلومترمربع است و در سرشماری سال ۲۰۱۰ میلادی، ۳۳۸ نفر جمعیت داشته و تراکم جمعیتی آن، ۱۴۰٫۸۳ نفر در کیلومترمربع بوده است.